# Episodi di Beyblade Metal Fusion
Questa è una lista degli episodi della serie anime Beyblade Metal Fusion.

## Lista episodi

### Beyblade Metal Fusion
In Italia Beyblade Metal Fusion è stato trasmesso in prima visione su Italia 1 dal 2 ottobre 2010 il sabato e la domenica mattina. Dal 29 novembre 2010 la serie è partita in replica anche su Boing nei giorni feriali ed il 22 dicembre Boing supera Italia 1 trasmettendo l'intera serie in prima visione fino al 18 febbraio 2011. Italia 1, dopo una pausa di qualche settimana, ha continuato a trasmettere le puntate allo stesso orario (a volte con doppi episodi) fino al 10 settembre 2011 con le ultime due.
| Nº                        | Titolo italiano Giapponese 「Kanji」 - Rōmaji                                                                  | In onda           | In onda          |
| Nº                        | Titolo italiano Giapponese 「Kanji」 - Rōmaji                                                                  | Giapponese        | Italiano         |
| Introduzione (51 episodi) | |                   |                  |
| 1                         | È arrivato Pegaso 「舞い降りた天馬（ペガシス）!」 - Maiorita Pegashisu!                                        | 5 aprile 2009     | 2 ottobre 2010   |
| 2                         | Il ruggito del Leone 「獅子（レオーネ） の牙!」 - Reōne no kiba!                                               | 12 aprile 2009    | 9 ottobre 2010   |
| 3                         | Nella tana del Lupo 「狼（ヴォルフ） の野望!」 - Vorufu no yabō!                                               | 19 aprile 2009    | 16 ottobre 2010  |
| 4                         | La forza del Toro 「突進! 牡牛（ブル） のパワー!」 - Tosshin! Buru no pawā!                                    | 26 aprile 2009    | 23 ottobre 2010  |
| 5                         | La vendetta del Granchio 「復讐のキャンサー」 - Fukushū no kyansā                                              | 3 maggio 2009     | 30 ottobre 2010  |
| 6                         | Una nuova avversaria 「アクアリオの挑戦」 - Akuario no chōsen                                                  | 10 maggio 2009    | 6 novembre 2010  |
| 7                         | La mossa speciale di Sagittario 「必殺転技だ! サジタリオ」 - Hissatsu tengi da! Sajitario                      | 17 maggio 2009    | 13 novembre 2010 |
| 8                         | La trappola di Merci 「メルシーの危険な罠」 - Merushī no kiken na wana                                         | 24 maggio 2009    | 20 novembre 2010 |
| 9                         | Il contrattacco del Leone 「獅子王（レオーネ） の逆襲」 - Reōne no gyakushū                                    | 31 maggio 2009    | 21 novembre 2010 |
| 10                        | La resa dei conti 「激闘!銀河VSキョウヤ」 - Gekitō! Ginga VS Kyōya                                             | 7 giugno 2009     | 27 novembre 2010 |
| 11                        | Caccia al Lupo! 「狼（ヴォルフ） を追え!」 - Vorufu o oe!                                                      | 14 giugno 2009    | 28 novembre 2010 |
| 12                        | Nel castello del Lupo 「潜入! ダークネビュラの城」 - Sennyū! Dāku Nebyura no shiro                             | 21 giugno 2009    | 4 dicembre 2010  |
| 13                        | Il risveglio di Yusei 「竜皇（エルドラゴ） 、覚醒!」 - Eru Dorago, kakusei!                                    | 28 giugno 2009    | 5 dicembre 2010  |
| 14                        | Ricordi di una stella cadente 「流星の記憶」 - Rūysei no kioku                                                 | 5 luglio 2009     | 11 dicembre 2010 |
| 15                        | Un misterioso personaggio 「謎の氷魔（ひょうま）」 - Nazo no Hyōma                                             | 12 luglio 2009    | 12 dicembre 2010 |
| 16                        | Il segreto di Aries 「華麗なるアリエス」 - Karei naru Ariesu                                                   | 19 luglio 2009    | 18 dicembre 2010 |
| 17                        | La pergamena segreta 「白銀の天馬（ペガサス）」 - Hakugin no Pegasasu                                          | 26 luglio 2009    | 19 dicembre 2010 |
| 18                        | La voragine verde 「緑の地獄」 - Midori no jigoku                                                              | 2 agosto 2009     | 22 dicembre 2010 |
| 19                        | Sfida a coppie 「タッグバトルを攻略せよ!」 - Taggu batoru wo kōryaku seyo!                                     | 9 agosto 2009     | 23 dicembre 2010 |
| 20                        | Gara di sopravvivenza 「開幕! サバイバルバトル」 - Kaimaku! Sabaibaru batoru                                   | 16 agosto 2009    | 24 dicembre 2010 |
| 21                        | Guerrieri su un'isola deserta 「孤島の戦士たち」 - Kotō no senshi tachi                                        | 23 agosto 2009    | 25 dicembre 2010 |
| 22                        | Piccolo, grande blader 「戦慄のリブラ」 - Senritsu no Ribura                                                   | 30 agosto 2009    | 26 dicembre 2010 |
| 23                        | Verso il grande torneo di Beyblade 「バトルブレーダーズへの道」 - Batoru Burēdāzu he no michi                  | 6 settembre 2009  | 27 dicembre 2010 |
| 24                        | Gli artigli dell'Aquila 「美しき鷲（アクイラ）」 - Utsukushiki akuira                                          | 13 settembre 2009 | 28 dicembre 2010 |
| 25                        | Il blader fantasma 「狙撃手（スナイパー） カプリコーネ」 - Sunaipā Kapurikōne                                  | 20 settembre 2009 | 29 dicembre 2010 |
| 26                        | Un salto nel buio 「闇に舞う翼」 - Yami ni mau Tsubasa                                                         | 27 settembre 2009 | 30 dicembre 2010 |
| 27                        | Gli intrusi 「乱入! チャレンジマッチ」 - Rannyū! Charenji machi                                                | 4 ottobre 2009    | 31 dicembre 2010 |
| 28                        | Trasformazioni 「ダークキャンサーのカニカニ大作戦」 - Dāku kyansā no kani kani daisakusen                      | 11 ottobre 2009   | 1º gennaio 2011  |
| 29                        | Un nuovo amico 「ケンタと宇宙（ソラ）」 - Kenta to Sora                                                        | 18 ottobre 2009   | 3 gennaio 2011   |
| 30                        | Il blader indovino 「妖しきパイシーズ」 - Ayashiki Paishīzu                                                    | 25 ottobre 2009   | 4 gennaio 2011   |
| 31                        | Due poteri in uno 「双子のジェミオス」 - Futago no jiemiosu                                                    | 1º novembre 2009  | 5 gennaio 2011   |
| 32                        | Sfide incrociate 「嵐のバトルロイヤル」 - Arashi no batoru roiyaru                                             | 8 novembre 2009   | 6 gennaio 2011   |
| 33                        | Il blader del mistero 「不死鳥（フェニックス） の誓い」 - Fenikkusu no chikai                                  | 15 novembre 2009  | 7 gennaio 2011   |
| 34                        | Prima ballerina 「輝け乙女（ビルゴ）!」 - Kagayake Birugo!                                                     | 22 novembre 2009  | 8 gennaio 2011   |
| 35                        | La comparsa di Ryuga 「エルドラゴ始動」 - Erudorago shidō                                                      | 22 novembre 2009  | 10 gennaio 2011  |
| 36                        | Ali spezzate 「引き裂かれた翼」 - Hikisaka reta Tsubasa                                                        | 6 dicembre 2009   | 11 gennaio 2011  |
| 37                        | L'unione fa la forza 「猛毒エスコルピオ」 - Mōdoku esukorupio                                                  | 13 dicembre 2009  | 31 gennaio 2011  |
| 38                        | L'ultima occasione 「走れ! 銀河」 - Hashire! Ginga                                                             | 20 dicembre 2009  | 1º febbraio 2011 |
| 39                        | Una battaglia decisiva 「激突! 不死鳥（フェニックス） VS天馬（ペガシス）」 - Gekitotsu! Fenikkusu VS Pegashisu | 27 dicembre 2009  | 2 febbraio 2011  |
| 40                        | Forza! Combattiamo, blader! 「GO! バトルブレーダーズ!」 - GO! Batoru Burēdāzu!                                 | 10 gennaio 2010   | 3 febbraio 2011  |
| 41                        | Il veleno del Serpente 「サーペントの恐怖」 - Sāpento no kyōfu                                                 | 17 gennaio 2010   | 4 febbraio 2011  |
| 42                        | La punizione del Drago 「ドラゴンの制裁」 - Doragon no seisai                                                  | 24 gennaio 2010   | 7 febbraio 2011  |
| 43                        | Cambio di avversari 「仕組まれた対戦」 - Shikuma reta kādo                                                     | 31 gennaio 2010   | 8 febbraio 2011  |
| 44                        | Kenta contro Reiji 「託された想い」 - Takusa reta omoi                                                         | 7 febbraio 2010   | 9 febbraio 2011  |
| 45                        | Il volo dell'Aquila 「逆襲のアクイラ」 - Gyakushū no akuira                                                    | 14 febbraio 2010  | 10 febbraio 2011 |
| 46                        | Il rapimento di Yu 「消えたリブラ」 - Kieta Ribura                                                             | 21 febbraio 2010  | 11 febbraio 2011 |
| 47                        | Una luce nel buio 「鋼の絆」 - Hagane no kizuna                                                                | 28 febbraio 2010  | 14 febbraio 2011 |
| 48                        | La luce e le tenebre 「光と闇の真実」 - Hikari to yami no shinjitsu                                            | 7 marzo 2010      | 15 febbraio 2011 |
| 49                        | Una battaglia feroce 「激戦! 獅子対竜」 - Gekisen! Shishi tai Ryū                                              | 14 marzo 2010     | 16 febbraio 2011 |
| 50                        | La finale 「怒りの最終決戦（ファイナルバトル）!」 - Ikari no fainarubatoru!                                    | 21 marzo 2010     | 17 febbraio 2011 |
| 51                        | Lo spirito del blader 「ブレーダーの心」 - Burēdā no tamashī                                                   | 28 marzo 2010     | 18 febbraio 2011 |

### Beyblade Metal Masters
In Italia Beyblade Metal Masters è stato trasmesso in prima visione su Italia 1 dall'11 settembre 2011 il sabato e domenica mattina. Dal 31 ottobre 2011 la serie va in replica anche su Boing nei giorni feriali e arriva a superare Italia 1 trasmettendo 3 episodi inediti il 25, 29 e 30 novembre. Tuttavia a dicembre la serie, dopo 26 episodi, viene sospesa fino al 20 febbraio 2012 riprendendo dall'episodio 27. Ancora una volta Boing supera Italia 1 e trasmette gli ultimi 7 episodi inediti dal 9 marzo al 15 marzo 2012.
| Nº                            | Titolo italiano Giapponese 「Kanji」 - Rōmaji                                                   | In onda           | In onda           |
| Nº                            | Titolo italiano Giapponese 「Kanji」 - Rōmaji                                                   | Giapponese        | Italiano          |
| Big Bang Bladers (51 episodi) |                                                                                                 |                   |                   |
| 1                             | Alla ricerca del Bey leggendario 「伝説を求めて」 - Densetsu o motomete                         | 4 aprile 2010     | 11 settembre 2011 |
| 2                             | Un tenace avversario 「不屈の一角獣(チャレンジャー」 - Fukutsu no charenjā                      | 11 aprile 2010    | 17 settembre 2011 |
| 3                             | Una nuova sfida 「新たなる挑戦」 - Aratanaru chōsen                                             | 18 aprile 2010    | 18 settembre 2011 |
| 4                             | Il Big Bang Bladers 「世界への切符」 - Sekai e no kippu                                         | 25 aprile 2010    | 24 settembre 2011 |
| 5                             | Lo scontro finale 「決戦! レオーネVSアクイラ」 - Kessen! Reōne VS Akuira                        | 2 maggio 2010     | 25 settembre 2011 |
| 6                             | La squadra è completa! 「翔け、世界へ!」 - Shōke, sekai e!                                      | 9 maggio 2010     | 1º ottobre 2011   |
| 7                             | Il Tempio Bey Bey 「天空のベイ林寺」 - Tenkū no Bērinji                                         | 16 maggio 2010    | 8 ottobre 2011    |
| 8                             | Il terzo blader 「第三の男」 - Daisan no otoko                                                  | 23 maggio 2010    | 9 ottobre 2011    |
| 9                             | Inizia il torneo mondiale 「開幕! 世界大会」 - Kaimaku! Sekai taikai                            | 30 maggio 2010    | 15 ottobre 2011   |
| 10                            | Tenacia e provocazioni 「ラチェルタの意地」 - Racheruta no iji                                  | 6 giugno 2010     | 16 ottobre 2011   |
| 11                            | Tradizione millenaria 「四千年の奥義」 - Yonsennen no ōgi                                       | 13 giugno 2010    | 29 ottobre 2011   |
| 12                            | Battaglia nel deserto 「勇者の名を持つベイ」 - Yūsha no mē o motsu Bē                           | 20 giugno 2010    | 30 ottobre 2011   |
| 13                            | Nel cuore della Siberia 「極寒の地ロシア」 - Gōkan no chi Roshia                                | 27 giugno 2010    | 5 novembre 2011   |
| 14                            | La stoffa del campione 「壮絶! 金網デスマッチ!」 - Sōzetsu! Kanāmi Desumacchi!                  | 4 luglio 2010     | 6 novembre 2011   |
| 15                            | Due geni a confronto 「リブラ出陣!」 - Ribura shutsujin!                                        | 11 luglio 2010    | 12 novembre 2011  |
| 16                            | Due Bey gemelli 「戦士の祭典」 - Senshi no saiten                                               | 18 luglio 2010    | 13 novembre 2011  |
| 17                            | Il gioco di squadra 「再会! 王虎衆（ワンフージョン）」 - Saikai! Wanfūjon                       | 25 luglio 2010    | 19 novembre 2011  |
| 18                            | Il Leone inferocito 「灼熱の獅子」 - Shakunetsu no shishi                                       | 1º agosto 2010    | 20 novembre 2011  |
| 19                            | Il nuovo Kyoya 「衝撃のワイルドファング」 - Shōgeki no Wairudo Fangu                            | 8 agosto 2010     | 25 novembre 2011  |
| 20                            | La prima sconfitta 「天空の神（ホルセウス） VS一角獣（ユニコルノ）」 - Horuseusu VS Yunikoruno  | 15 agosto 2010    | 27 novembre 2011  |
| 21                            | Eterni rivali 「宿命の好敵手（ライバル）」 - Shukumei no raibaru                                | 22 agosto 2010    | 29 novembre 2011  |
| 22                            | Un terzo match da brivido 「崖っぷちの第三試合」 - Gakeppuchi no daisan shiai                   | 29 agosto 2010    | 30 novembre 2011  |
| 23                            | Il match decisivo 「死闘の果て!」 - Shitō no hate!                                              | 5 settembre 2010  | 10 dicembre 2011  |
| 24                            | Un pericolo oscuro 「忍びよる闇!」 - Shinobi yoru yami!                                         | 12 settembre 2010 | 11 dicembre 2011  |
| 25                            | Addio alla squadra cinese 「破壊の斧!」 - Hakai no ono!                                         | 19 settembre 2010 | 17 dicembre 2011  |
| 26                            | Ritorna l'imperatore dei draghi 「竜皇（エルドラゴ） 、再び！」 - Ryūkō (Eru Dorago), futatabi! | 26 settembre 2010 | 18 dicembre 2011  |
| 27                            | Oltre il limite 「限界を越えろ!」 - Genkai o koero!                                             | 3 ottobre 2010    | 7 gennaio 2012    |
| 28                            | Il risveglio delle tenebre 「暗黒鷲（ダークアクイラ）」 - Dāku Akuira                           | 10 ottobre 2010   | 8 gennaio 2012    |
| 29                            | La forza di gravità 「グラビティペルセウス」 - Gurabitē Peruseusu                               | 17 ottobre 2010   | 14 gennaio 2012   |
| 30                            | Sfida nelle favelas 「白昼のストリートバトル」 - Hakuchu no Sutorīto batoru                     | 24 ottobre 2010   | 15 gennaio 2012   |
| 31                            | La trappola brasiliana 「ブラジリアントラップ」 - Burajirian torappu                            | 31 ottobre 2010   | 21 gennaio 2012   |
| 32                            | In balìa del tornado 「爆闘! トルネードバトル」 - Bakutō! Torunēdo batoru                       | 7 novembre 2010   | 22 gennaio 2012   |
| 33                            | Un Bey imbattibile 「激走! レイギル」 - Gekisō! Rei Giru                                        | 14 novembre 2010  | 28 gennaio 2012   |
| 34                            | I vecchi amici 「友の名はゼオ」 - Tomo no mē ha Zeo                                             | 21 novembre 2010  | 29 gennaio 2012   |
| 35                            | Un obiettivo comune 「合言葉はNO.1」 - Aikotoba ha NO.1                                         | 28 novembre 2010  | 4 febbraio 2012   |
| 36                            | L'accademia HD 「動き始めた陰謀」 - Ugoki hajime ta inbō                                        | 5 dicembre 2010   | 5 febbraio 2012   |
| 37                            | La bussola fatale 「運命の羅針盤（ビクシス）」 - Unmei no Bikushisu                             | 12 dicembre 2010  | 11 febbraio 2012  |
| 38                            | La minaccia del Pavone 「凶気の孔雀（ビフォール）」 - Kyōki no Bifōru                           | 19 dicembre 2010  | 12 febbraio 2012  |
| 39                            | La potenza degli americani 「地獄の番犬（ケルベルクス）」 - Keruberukusu                        | 26 dicembre 2010  | 18 febbraio 2012  |
| 40                            | La vigilia della finale 「迫熱のDJバトル!?」 - Sakonetsu no DJ batoru!?                         | 9 gennaio 2011    | 19 febbraio 2012  |
| 41                            | Conto alla rovescia 「ファイナル・カウントダウン」 - Fainaru kauntodaun                         | 16 gennaio 2011   | 25 febbraio 2012  |
| 42                            | L'imperatore Drago scende in campo 「竜皇、降臨」 - Ryūkō, kōrin                                | 23 gennaio 2011   | 26 febbraio 2012  |
| 43                            | La storia si ripete 「魂のラストバトル」 - Tamashī no rasuto batoru                             | 30 gennaio 2011   | 3 marzo 2012      |
| 44                            | Vincere a tutti i costi 「決着! 銀河VSダミアン」 - Kecchaku! Ginga VS Damian                    | 6 febbraio 2011   | 4 marzo 2012      |
| 45                            | Una nuova energia 「驚異のスパイラルフォース」 - Kyōi no supairaru fōsu                         | 13 febbraio 2011  | 9 marzo 2012      |
| 46                            | Uniti contro il nemico 「突入! ハデスシティ」 - Totsunyū! Hadesu shiti                          | 20 febbraio 2011  | 10 marzo 2012     |
| 47                            | La spada spezzata 「堕ちた皇帝」 - Ochita kōtei                                                 | 27 febbraio 2011  | 11 marzo 2012     |
| 48                            | La sfida di Jack 「ビフォールの罠」 - Bifōru no wana                                            | 6 marzo 2011      | 12 marzo 2012     |
| 49                            | La furia della belva feroce 「放たれた野獣」 - Hōttareta yajū                                   | 13 marzo 2011     | 13 marzo 2012     |
| 50                            | L'energia del blader 「暴走! ホロギウム」 - Bōsō! Horogiumu                                     | 20 marzo 2011     | 14 marzo 2012     |
| 51                            | Cuore galattico 「ギャラクシーハート」 - Gyarakushī hāto                                        | 27 marzo 2011     | 15 marzo 2012     |

### Beyblade Metal Fury
In Italia Beyblade Metal Fury è stato trasmesso in prima visione su Boing dal 17 settembre 2012 al mattino nei giorni feriali. Dal 24 settembre 2012 sulla stessa rete inizia una replica pomeridiana che segue fedelmente la programmazione del mattino, ma sfasata di una settimana indietro. Il 30 ottobre 2012 viene bloccata la programmazione mattutina, mentre quella pomeridiana prosegue dal 7 novembre 2012 fino all'ultimo episodio il 4 dicembre 2012.
| Nº              | Titolo italiano Giapponese 「Kanji」 - Rōmaji                                                                                       | In onda                            | In onda           |
| Nº              | Titolo italiano Giapponese 「Kanji」 - Rōmaji                                                                                       | Giapponese                         | Italiano          |
| 4D (39 episodi) | |                                    |                   |
| 1               | Un nuovo frammento di stella 「星の欠片」 - Hoshi no kakera                                                                         | 3 aprile 2011                      | 17 settembre 2012 |
| 2               | I blader leggendari 「レジェンドブレーダー」 - Rejiendo burēdā                                                                      | 10 aprile 2011                     | 18 settembre 2012 |
| 3               | La trappola della Lince 「怪猫リンクス」 - Kaibyō Rinkusu                                                                           | 17 aprile 2011                     | 19 settembre 2012 |
| 4               | L-Drago Destructor 「エルドラゴデストロイ」 - Eru Dorago Desutoroi                                                                  | 24 aprile 2011                     | 20 settembre 2012 |
| 5               | Il risveglio di Mercury Anubius 「覚醒! アヌビウス」 - Kakusei! Anubiusu                                                            | 1º maggio 2011                     | 21 settembre 2012 |
| 6               | L'ambizione di Kenta 「戦士の資格」 - Senshi no shikaku                                                                             | 8 maggio 2011                      | 24 settembre 2012 |
| 7               | La determinazione di Kenta 「ケンタの決意」 - Kenta no ketsui                                                                       | 15 maggio 2011                     | 25 settembre 2012 |
| 8               | Il blader misterioso 「真紅の閃光」 - Shinku no senkō                                                                               | 22 maggio 2011                     | 26 settembre 2012 |
| 9               | Combattimento sul Fiume Giallo 「最強タッグ戦、登竜門」 - Saikyō taggu-sen, tōryūmon                                                | 29 maggio 2011                     | 27 settembre 2012 |
| 10              | Nuove sfide 「新たなる咆哮!」 - Aratanaru houkō!                                                                                    | 5 giugno 2011                      | 28 settembre 2012 |
| 11              | Tornado Cosmico 「ビッグバントルネード」 - Biggu Ban Torunēdo                                                                       | 12 giugno 2011                     | 1º ottobre 2012   |
| 12              | Una cocente sconfitta 「土星神クロノス」 - Doseishin kuronosu                                                                       | 19 giugno 2011                     | 2 ottobre 2012    |
| 13              | La torre dei combattimenti 「対決! バベルの塔」 - Taiketsu! Baberu no tō                                                            | 26 giugno 2011                     | 3 ottobre 2012    |
| 14              | La nuova squadra di Dungeon 「新生! チーム・ダンジョン」 - Shinsei! Chīmu Danjon                                                    | 3 luglio 2011                      | 23 ottobre 2012   |
| 15              | Uno stadio sferico 「スフィア360」 - Sufia 360                                                                                      | 10 luglio 2011                     | 24 ottobre 2012   |
| 16              | Un nuovo Bey per Masamune 「完成! 新ユニコルノ」 - Kansei! Shin Yunikoruno                                                          | 17 luglio 2011                     | 25 ottobre 2012   |
| 17              | Il campione sono io 「オレさまこそがチャンピオン!」 - Ore-sama koso ga chanpion!                                                    | 24 luglio 2011                     | 26 ottobre 2012   |
| 18              | Il monte della nebbia 「ミストバレーの迷宮」 - Misuto barei no meikyū                                                               | 31 luglio 2011                     | 29 ottobre 2012   |
| 19              | L'orgoglio del Leone 「獅子のプライド」 - Shishi no puraido                                                                         | 7 agosto 2011                      | 30 ottobre 2012   |
| 20              | Il guardiano del tempio 「神殿の守護者デュナミス」 - Shinden no shugosha Dyunamisu                                                  | 14 agosto 2011                     | 7 novembre 2012   |
| 21              | L'antica origine dei Bey 「ネメシス、復活の伝説」 - Nemeshisu fukkatsu no densetsu                                                  | 21 agosto 2011                     | 8 novembre 2012   |
| 22              | I blader delle quattro stagioni 「四季の戦士(ブレーダー)」 - Shiki no burēdā                                                        | 28 agosto 2011                     | 9 novembre 2012   |
| 23              | Duelli sull'isola 「ベイスター島の戦い」 - Beisutā tō no tatakai                                                                    | 4 settembre 2011                   | 12 novembre 2012  |
| 24              | Due incontri al vertice 「激烈! 二大バトル」 - Gekiretsu! Ni dai batoru                                                             | 11 settembre 2011                  | 13 novembre 2012  |
| 25              | Un blader misterioso 「姿なき対戦者(ブレーダー)」 - Sugatanaki burēdā                                                               | 18 settembre 2011                  | 14 novembre 2012  |
| 26              | Uno scontro epico 「オリオンの行方」 - Orion no yukue                                                                               | 25 settembre 2011                  | 15 novembre 2012  |
| 27              | Chris il mercenario 「荒野を行く獅子 / 怪物(モンスター) の正体」 - Arano o iku shishi / Monsutā no shōtai                           | 2 ottobre 2011/ 9 ottobre 2011     | 16 novembre 2012  |
| 28              | Una scoperta eclatante 「金星神ケツァルコアトル / ネメシスの鼓動」 - Kinseishin Ketsuarukoatoru / Nemeshisu no kodō                 | 16 ottobre 2011/ 23 ottobre 2011   | 19 novembre 2012  |
| 29              | Il risveglio di Nemesis 「破壊神、復活!? / サジタリオの一撃」 - Hakaishin, fukkatsu!? / Sajitario no ichigeki                       | 30 ottobre 2011/ 6 novembre 2011   | 20 novembre 2012  |
| 30              | Il figlio del Sole nero 「ネメシスの申し子 / ハデスの呪縛」 - Nemeshisu no mōshigo / Hadesu no jubaku                               | 13 novembre 2011/ 20 novembre 2011 | 21 novembre 2012  |
| 31              | Quattro cuori 「四つの心 / 銀河VSクリス」 - Yottsu no tamashī / Ginga VS Kurisu                                                     | 27 novembre 2011/ 4 dicembre 2011  | 22 novembre 2012  |
| 32              | L'evoluzione è completata 「集結! レジェンドブレーダー / ゼウスの結界」 - Shūketsu! Rejiendo burēdā / Zeusu no kekkai               | 11 dicembre 2011/ 18 dicembre 2011 | 23 novembre 2012  |
| 33              | I blader leggendari riuniti 「ディアブロネメシス / 星の絆」 - Deiaburo Nemeshisu / Hoshi no kizuna                                  | 25 dicembre 2011/ 8 gennaio 2012   | 26 novembre 2012  |
| 34              | Dov'è Nemesis? 「決戦の地へ / 導かれし運命」 - Kessen no chi e / Michibikareshi unmei                                               | 15 gennaio 2012/ 22 gennaio 2012   | 27 novembre 2012  |
| 35              | La sfida impossibile di Ryuga 「失われた王国 / 破壊神(ネメシス) VS竜皇(エルドラゴ)」 - Ushinawareta ōkoku / Nemeshisu VS Eru Dorago | 29 gennaio 2012/ 5 febbraio 2012   | 28 novembre 2012  |
| 36              | L'unione fa la forza 「欠けた四季の星座 / 継がれし光」 - Kaketa shiki no seiza / Tsugareshi hikari                                  | 12 febbraio 2012/ 19 febbraio 2012 | 29 novembre 2012  |
| 37              | Un bagliore di speranza 「フラッシュサジタリオ / 執念の必殺転技」 - Furashu Sajitario / Shūnen no hissatsu tengi                    | 26 febbraio 2012/ 4 marzo 2012     | 30 novembre 2012  |
| 38              | Il ritorno di Pluto 「ハデスの執念 / ラストバトル!」 - Hades no shūnen / Rasuto batoru!                                             | 11 marzo 2012/ 18 marzo 2012       | 3 dicembre 2012   |
| 39              | Lo spirito dei Bey 「希望の光 / 未来へ!」 - Kibō no hikari / Mirai he!                                                              | 25 marzo 2012/ 31 marzo 2012       | 4 dicembre 2012   |

### Beyblade Shogun Steel
In Italia Beyblade Shogun Steel è stato trasmesso in prima visione su K2 dal 7 ottobre 2013 nei giorni feriali. Dal 1º novembre sulla stessa rete sono stati trasmessi gli OAV fino all'ultimo episodio l'11 novembre 2013.
| Nº                  | Titolo italiano Giapponese 「Kanji」 - Rōmaji                                                                                | In onda                              | In onda          |
| Nº                  | Titolo italiano Giapponese 「Kanji」 - Rōmaji                                                                                | Giapponese                           | Italiano         |
| Zero-G (26 episodi) | |                                      |                  |
| 1                   | L'alba di una nuova era 「新時代到来 / ZEROGバトル!」 - Shin jidai tōrai! / ZEROG batoru!                                    | 8 aprile 2012/ 15 aprile 2012        | 7 ottobre 2013   |
| 2                   | Una nuova generazione di blader 「地獄の特訓 / 倒せ!パイレーツオロジャ!」 - Jigoku no tokkun / Taose! Pairētsu Orojya!       | 22 aprile 2012/ 29 aprile 2012       | 8 ottobre 2013   |
| 3                   | Una mossa infuocata 「対決! リベンチマッチ / 炎の必殺転技」 - Taiketsu! Ribenchi macchi / Honō no hissatsu tengi             | 6 maggio 2012/ 13 maggio 2012        | 9 ottobre 2013   |
| 4                   | I due fratelli 「リヴァイザーの挑戦! / 驚異のシンクローム」 - Rivaizā no chōsen! / Kyōi no shinkurōmu                        | 20 maggio 2012/ 27 maggio 2012       | 10 ottobre 2013  |
| 5                   | La forza di un legame 「紅のチャレンジャー / 絆の力」 - Kurenai no charenjā / Shasai no pawā                                 | 3 giugno 2012/ 10 giugno 2012        | 11 ottobre 2013  |
| 6                   | Colpo di fuoco fantasma 「舞い降りし鷹 / 炸裂! 無幻火流撃」 - Maiori shitaka / Sakuretsu! Mugen Hiryūgeki                    | 17 giugno 2012/ 24 giugno 2012       | 14 ottobre 2013  |
| 7                   | Il mostro marino 「恐怖! 真夏のビーチ / クラーケン来襲」 - Kyōfu! Manatsu no bīchi / Kurāken raishū                          | 1º luglio 2012/ 8 luglio 2012        | 15 ottobre 2013  |
| 8                   | Il drago delle tenebre 「襲撃! 謎のブレーダー / 漆黒のドラゴン」 - Shūgeki! Nazo no burēdā / Shikkoku no doragon             | 15 luglio 2012/ 22 luglio 2012       | 16 ottobre 2013  |
| 9                   | Battaglia tra titani 「ガーゴイルの罠 / 激突! ゼロVS左京」 - Gāgoiru no wana / Gekitotsu! Zero VS Sakyō                      | 29 luglio 2012/ 5 agosto 2012        | 17 ottobre 2013  |
| 10                  | L'invincibile Golem 「ディフェンス最強の男 / 鉄壁のゴレイム」 - Difinsu saikyō no otoko / Teppeki no Goreimu                 | 12 agosto 2012/ 19 agosto 2012       | 18 ottobre 2013  |
| 11                  | La battaglia di prova 「熱き友情の特訓 / 唸れ! オロジャリヴァイザー」 - Atsuki yūjō no tokkun / Unare! Oroja Rivaizar        | 26 agosto 2012/ 2 settembre 2012     | 21 ottobre 2013  |
| 12                  | Il blader senza scrupoli 「鉄壁の防御を打ち破れ! / 非情のベギラドス」 - Teppeki no bōcho o yuchiyabure! / Hijō no Begiradosu | 9 settembre 2012/ 16 settembre 2012  | 22 ottobre 2013  |
| 13                  | La battaglia sincromata 「勝ちとれ! 挑戦権 / 激闘! シンクロームバトル」 - Kachi tore! Chōsenken / Gekitō! Shinkurōmu batoru  | 23 settembre 2012/ 30 settembre 2012 | 23 ottobre 2013  |
| 14                  | Un nuovo grande torneo 「悪の遺伝子 / ネオ・バトルブレーダーズ」 - Aku no idenshi / Neo ・ batoru Burēdāzu                   | 7 ottobre 2012/ 14 ottobre 2012      | 24 ottobre 2013  |
| 15                  | Gli otto finalisti 「DNA包囲網 / 決定! ベスト8」 - DNA hōimō / Kettei! Besuto 8                                              | 21 ottobre 2012/ 28 ottobre 2012     | 25 ottobre 2013  |
| 16                  | I quarti di finale 「燃えろ! 決勝大会 / 熱血! ゼロVS鷹ノ助」 - Moero! Kesshō taikai / Nekketsu! Zero VS Takanosuke           | 4 novembre 2012/ 11 novembre 2012    | 28 ottobre 2013  |
| 17                  | La prima semifinale 「友との誓い / 宿命のライバル対決」 - Tomoto no chikai / Shukumei no raibaru taiketsu                    | 18 novembre 2012/ 25 novembre 2012   | 29 ottobre 2013  |
| 18                  | La seconda semifinale 「究極破壊皇バハムディア / 託された想い」 - Kyūkyoku hakai bahamudia / Takusareta omoi                 | 2 dicembre 2012/ 9 dicembre 2012     | 30 ottobre 2013  |
| 19                  | L'attacco finale 「壮絶! ファイナルマッチ / 心の一撃」 - Sōzetsu! Fainaru macchi / Kokoro no ichigeki                        | 16 dicembre 2012/ 23 dicembre 2012   | 31 ottobre 2013  |
| 20                  | La squadra giapponese 「新たなる戦い」 - Aratanaru tatakai                                                                   | 28 maggio 2013                       | 1º novembre 2013 |
| 21                  | A caccia della verità 「伝説と悪魔の融合」 - Densetsu to akuma no yūgō                                                       | 3 giugno 2013                        | 4 novembre 2013  |
| 22                  | Il blader degli elementi 「大道寺の要塞」 - Daidōji no yōsai                                                                 | 4 giugno 2013                        | 5 novembre 2013  |
| 23                  | In trappola 「待ち受ける罠」 - Machiukeru wana                                                                               | 4 giugno 2013                        | 6 novembre 2013  |
| 24                  | Il ruggito della Tigre 「白虎の雄叫び」 - Byakko no otakebi                                                                  | 10 giugno 2013                       | 7 novembre 2013  |
| 25                  | Combattimento ad oltranza 「決死の空中バトル」 - Kesshi no kūchū batoru                                                      | 13 giugno 2013                       | 8 novembre 2013  |
| 26                  | Una nuova squadra 「未来への架け橋」 - Mirai he no kakehashi                                                                 | 13 giugno 2013                       | 11 novembre 2013 |